# 오소리감투

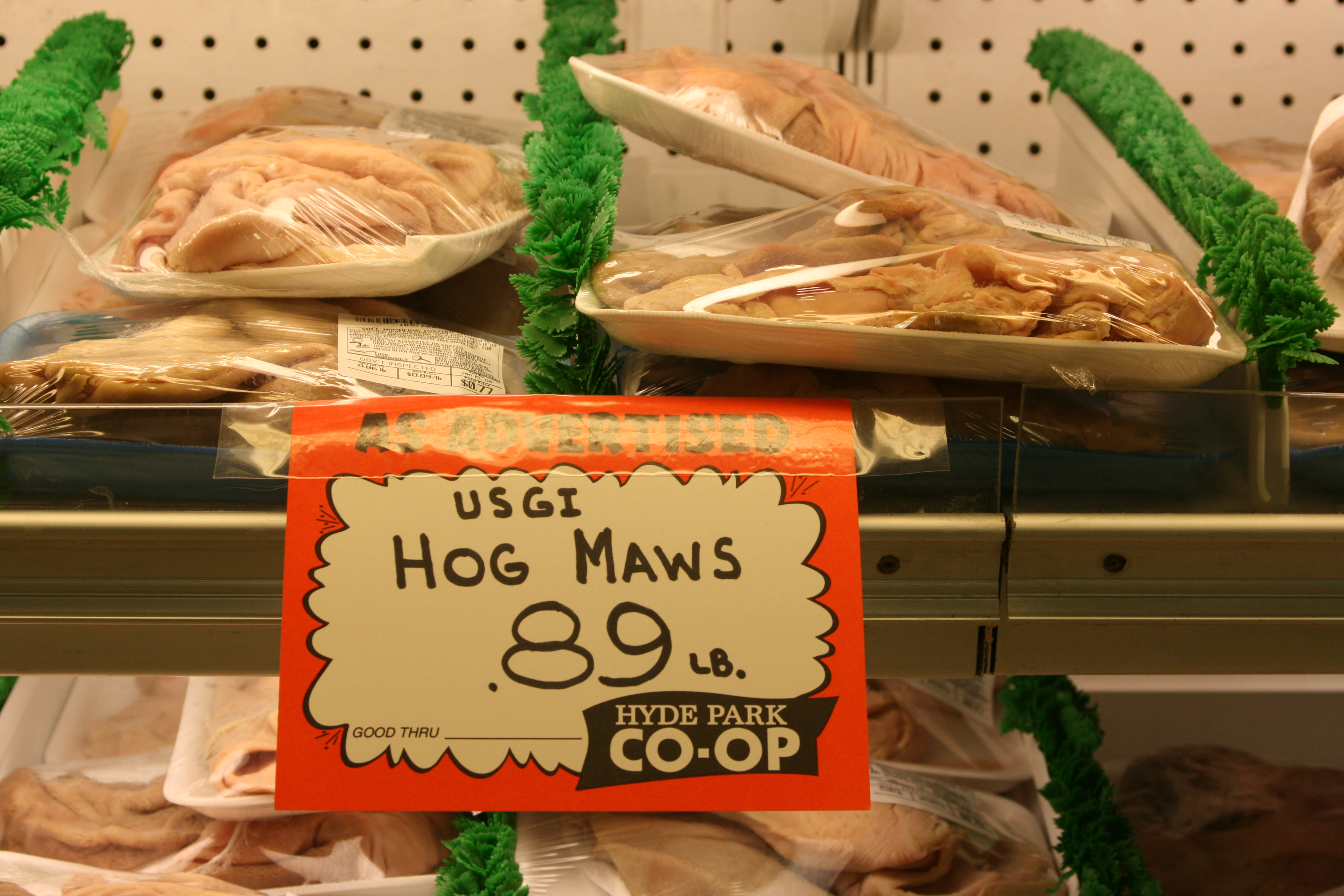

오소리감투는 음식으로 준비된 돼지의 위이다. 더 구체적으로 말하면, 적절한 세척 과정을 거친 후 지방이 포함되지 않은 위 기관의 외부 근육벽(내벽 점막이 제거됨)으로 볼 수 있다. 미국식, 소울 푸드, 중국식, 펜실베이니아식 네덜란드식, 멕시코식, 포르투갈식, 이탈리아식 및 베트남식 요리에서 찾아볼 수 있다. 그 외에도 조림, 볶음, 구이, 구이 등 다양한 방법으로 조리할 수 있다.

## 민족 음식

### 펜실베니아 네덜란드 음식
때때로 돼지 위, 사스케하나 칠면조 또는 펜실베이니아 더치 구스(Pennsylvania Dutch goose)라고 불리는 오소리감투는 펜실베이니아 네덜란드 요리이다. 펜실베니아 독일어에서는 Seimaage(sigh-maw-guh)로 알려져 있으며 독일어 이름 돼지 위를 뜻하는 Saumagen에서 유래되었다. 이는 전통적으로 네모난 감자와 느슨한 돼지 고기 소시지 고기로 채워진 깨끗한 돼지의 위장으로 만들어진다. 다른 재료에는 양배추, 양파 및 향신료가 포함될 수 있다. 이는 전통적으로 스코틀랜드의 해기스와는 달리 물로 덮힌 큰 냄비에 삶았지만 갈색이 되거나 갈라질 때까지 굽거나 구울 수도 있다. 그런 다음 서빙하기 전에 종종 버터를 뿌린다. 일반적으로 플래터에 뜨겁게 제공되고 조각으로 자르고 양 고추 냉이 또는 조림 토마토를 얹는다. 샌드위치처럼 차갑게 드셔도 좋다. 종종 겨울에 제공되며 랭캐스터 및 버크스 카운티의 농장과 펜실베니아 네덜란드 국가의 다른 곳에서 돼지 도살일에 만들어졌다.
이 음식은 많은 펜실베니아 독일 가정을 위한 전통적인 설날 반찬으로 남아 있다. 사실, 많은 가족들은 돼지고기와 소금에 절인 양배추의 경우처럼 설날에 작은 조각이라도 먹지 않으면 불운하다고 믿는다. 위는 현지 농민 시장의 많은 전통 정육점 중 한 곳에서 구입한다. 원래 조리법은 독일 팔츠 지역에서 펜실베니아로 가져왔을 가능성이 높으며 그곳에서 Saumagen이라고 불리며 또 다른 펜실베니아 네덜란드 음식인 소금에 절인 양배추와 함께 제공된다.

### 소울푸드
소울 푸드 요리로서 돼지 아귀는 종종 돼지 창자인 치터링과 결합되었다. "Plantation Row Slave Cabin Cooking: The Roots of Soul Food"라는 책에서 오소리감투는 오소리감투 샐러드(Hog Maw Salad) 레시피에 사용된다.
오소리감투는 전통적으로 콜라드 그린 및 호핀 존(Hoppin' John)과 같은 다른 전통적인 남부 설날 요리와 함께 번영을 위해 설날을 위해 전통적으로 준비된다.

### 중국 요리
중국 요리에서 돼지 아귀는 주두(猪肚, zhūdǔ, "돼지 위")라고 불리며 종종 야채와 함께 볶는다. 또한 콜드 컷 트레이의 일부로 찐 것, 식힌 것, 슬라이스한 것일 수 있다.

### 라틴 아메리카 요리
오소리감투("buche")는 멕시코 전역의 타코 노점에서 특산품으로 대부분 나머지 돼지 고기와 함께 튀겨진다.